# Жизи
Жизи́ (фр. Gizy) — коммуна во Франции, находится в регионе Пикардия. Департамент коммуны — Эна. Входит в состав кантона Гиньикур. Округ коммуны — Лан.
Код INSEE коммуны — 02346.

## Население
Население коммуны на 2010 год составляло 684 человека.
| 1962 | 1968 | 1975 | 1982 | 1990 | 1999 | 2010 |
| ---- | ---- | ---- | ---- | ---- | ---- | ---- |
| 527  | 516  | 519  | 695  | 652  | 662  | 684  |

## Экономика
В 2010 году среди 437 человек трудоспособного возраста (15—64 лет) 298 были экономически активными, 139 — неактивными (показатель активности — 68,2 %, в 1999 году было 70,0 %). Из 298 активных жителей работали 265 человек (145 мужчин и 120 женщин), безработных было 33 (16 мужчин и 17 женщин). Среди 139 неактивных 28 человек были учениками или студентами, 75 — пенсионерами, 36 были неактивными по другим причинам.